# سرو هرزویل
سرو هرزویل درختی کهن از نوع سرو ناز (نام علمی Cupressus sempervirens) در شهرک هرزویل و از ۱۳۶۶ یکی از آثار طبیعی ملی ایران و تحت حفاظت سازمان حفاظت محیط زیست است.
این سرو تنومند، با عمری بیش از هزار سال را ساکنان هرزویل «نظرکرده» می‌دانند. پس از زمین‌لرزه رودبار و منجیل در سال ۱۳۶۹ دهکده هرزویل به کنار سرو تاریخی نقل مکان کرده است.

## یادکردها
ناصرالدین‌شاه در سفرنامه‌اش به اروپا برای بار دوم از هرزویل یاد کرده است: «در سایه این درخت غول پیکر عصرانه خوردیم و موزیکانت‌ها که در لای شاخ و برگ درخت مخفی شده بودند نغمات دلپذیر نواختند و ما تعجب کردیم». در سفرنامه ناصرخسرو نیز از روستای هرزویل یاد شده است.

## نگارخانه

سرو هرزویل، ۱۳۰۰ خورشیدی، در سفرنامه «موسیو ب. نیکیتین»، کنسول روسیه در تهران
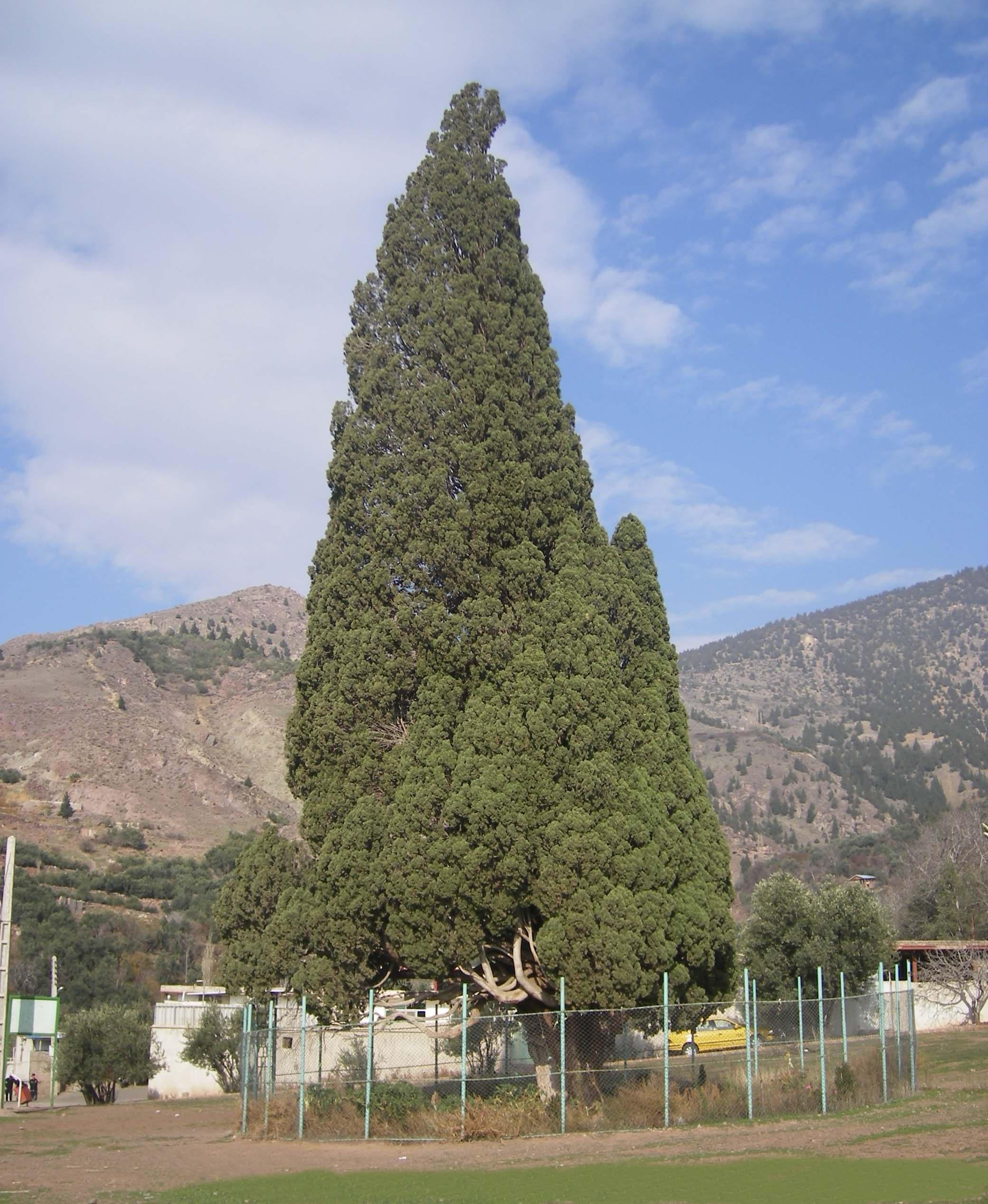
سرو هرزویل، ۱۳۸۸